# Jehia el-Dera
Jehia el-Dera egyiptomi kézilabdázó. Tagja az egyiptomi kézilabda válogatottnak. Jehia képviselte Egyiptomot a 2015-ös, 2017-es, 2019-es, 2021-es és 2023-as férfi kézilabda-világbajnokságon, valamint a 2016-os, 2021-es és 2024-es nyári olimpián. Jelenleg a Telekom Veszprém játékosa.

## Pályafutása

### Klubcsapatokban
Az el-Ahlí egyiptomi kézilabda csapatban kezdte meg profi játékos karrierjét. Hamar felfigyeltek az ügyes csapatjátékára és a kiemelkedő lövőerejére. A következő szezont már kölcsönben a dán Ribe-Esbjerg HH csapatánál töltötte, mellyel az EHF kupában is részt vett. Ezt követően egy idényre hazatért Egyiptomba és a Zamalek csapatában játszott. 
2022-ben kivásárolta a Telekom Veszprém csapata, mellyel bemutatkozott a Bajnokok Ligájában is, emellett magyar bajnok és kupagyőztes lett. 2024 októberében egy Bajnokok Ligája mérkőzésen keresztszalag-szakadást szenvedett, emiatt az idény hátralévő részét ki kellett hagynia.

### A válogatottban
Jehia képviselte Egyiptomot a 2015-ös, 2017-es és 2019-es férfi kézilabda-világbajnokságon, valamint a 2016-os és 2020-as nyári olimpián.
A 2023-as kézilabda vb-n Egyiptom csapatával az előkelő 7. helyen végeztek megelőzve Magyarország csapatát.

## Sikerei, díjai
- Egyiptomi bajnok: 2019, 2020, 2021
- Magyar bajnok: 2023, 2024, 2025
- Magyar kupagyőztes: 2023, 2024
- Afrikai Bajnokok Ligája-győztes: 2016, 2018, 2019

- Afrikai bajnokság győztese: 2020, 2022